# Burgwall Stremmewiese

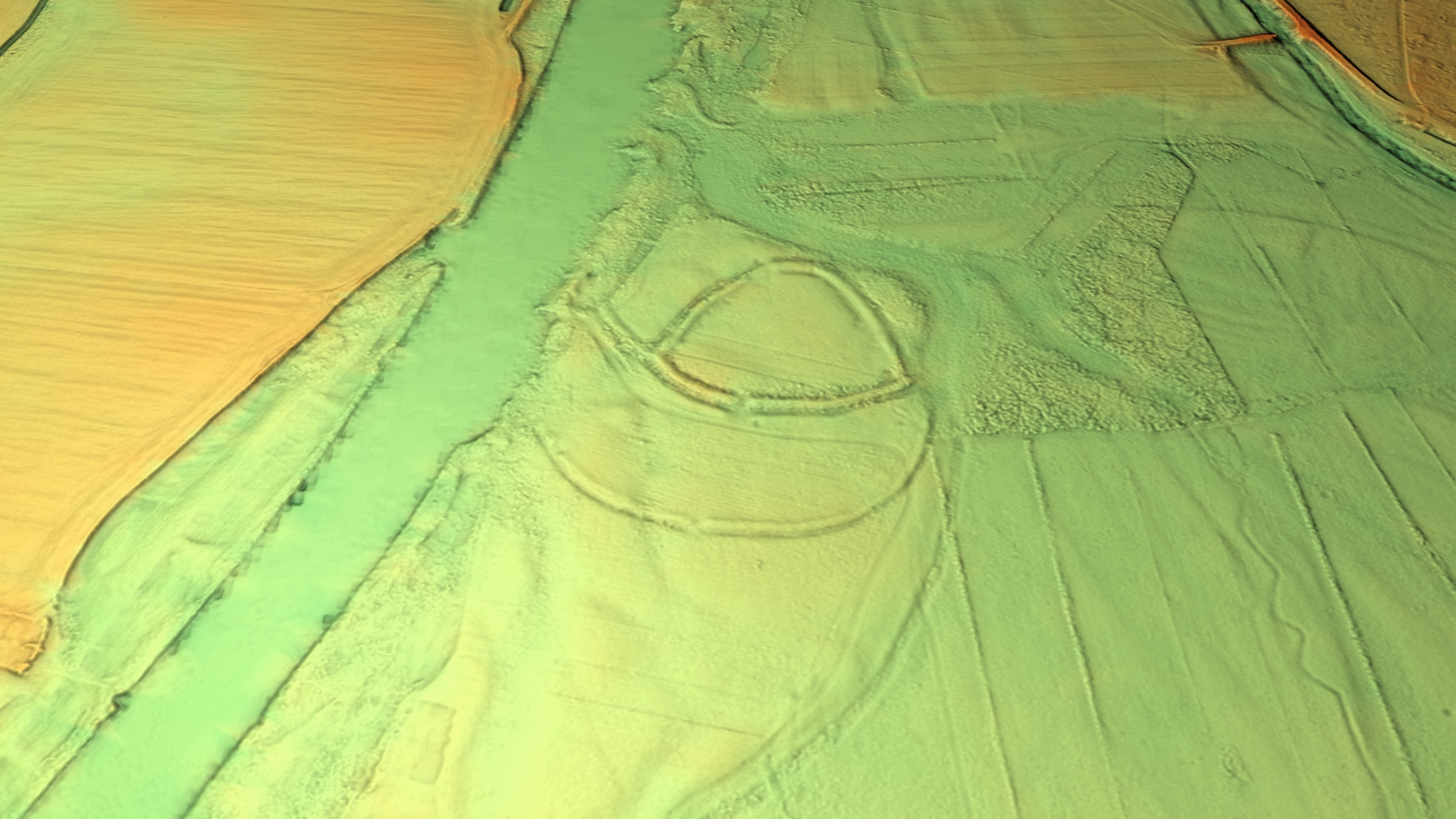
3D-Ansicht des digitalen Geländemodells

Der Burgwall Stremmewiese ist der Burgstall eines slawischen Burgwalls nördlich der Stadt Rathenow im Westen des Landes Brandenburg. Die Niederungsburg, genauer Sumpfburg, auf der Insel Stremmewiese ist unter der Nummer 50157 als „Siedlung slawisches Mittelalter, Burgwall slawisches Mittelalter“ als Bodendenkmal ausgewiesen.

## Anlage
Der slawische Burgwall Stremmewiese ist eine von vier nachgewiesenen Anlagen im Stadtgebiet Rathenows. Eine weitere Burg, welche nach Bebauung des Areals nur noch über archäologische Dokumentationen bekannt, jedoch nicht mehr im Gelände erkennbar ist, befand sich im äußersten Südosten der Insel Stremmewiese, nur etwa 700 Meter entfernt.
Der Ringwall liegt im sumpfigen, teilweise trockengelegten Uferbereich der Havel zwischen dem Hauptarm und einem Altarm etwa 1 Kilometer nordwestlich der Altstadt Rathenows. Die Anlage soll 1929 erstmals als slawischer Ringwall beschrieben worden sein. Es soll sich um keine frühslawische Burg gehandelt haben. Sie ist deutlich gegliedert etwa 110 mal 130 Meter groß und hat die Form eines ausgeprägt abgerundeten Dreiecks. Ein innerer und äußerer Burggraben sind erkennbar. Südlich des Ringwalls befand sich die Vorburgsiedlung, welche durch einen Vorwall und Abschnittsgraben beziehungsweise Abschnittsgrabenwall nochmals nach Süden gesichert war. Siedlungs- und Bebauungsstrukturen aus diesem Bereich wurden dokumentiert. Möglicherweise befand sich die Anlage eines Tores im Bereich der Vorburg. Der Burgwall soll um das Jahr 1920 mit Baggersand überspült worden sein. Aus diesem Grund sind die Strukturen bei Begehung nur noch undeutlich erkennbar. Deutlich zeichnet sich die Burg jedoch im Luftbild ab.